# 叶伊
叶伊（1951年5月15日—）是缅甸的政治人物，前曼德勒市市长。

## 生平
1951年5月15日，叶伊出生在缅甸第二大城市曼德勒。2016年4月5日，叶伊出任曼德勒市市长。此前他是曼德勒医药大学的荣誉教授。
2016年5月，叶伊因曼德勒一条道路的升级维护引发公共争议，叶伊在曼德勒有一家私人诊所。
2021年2月9日，叶伊因参加2021年缅甸抗议活动遭到缅甸军政府逮捕。